# 雷达-维登布吕克
雷达-维登布吕克（德語：Rheda-Wiedenbrück，發音：[ˈʁeːda viːdn̩ˈbʁʏk] ⓘ）是德国北莱茵-威斯特法伦州代特莫尔德行政区居特斯洛县的城市，面积86.72平方千米，2023年12月31日人口为49,849人。